# Roger Chapman
Roger Maxwell Chapman (* 8. dubna 1942 Leicester) je anglický rockový zpěvák.
Roger „Chappo“ Chapman je nejvíce znám pro svou úlohu zpěváka v anglické progressive rockové skupině Family, kde působil od konce 60. let do začátku 70. let, dále v období 1973 až 1978 působil v rock/R&B skupině Streetwalkers. Před skupinou Family zpíval se skupinou Family předcházející, skupinou Farinas. Jeho výstřední chování na jevišti a charakteristické vibrato z něj udělaly kultovní postavu britské rockové scény. Chapmanovými zpěváckými idoly byli Little Richard a zejména Ray Charles.
Ve skupině Family půsbili kromě Rogera Chapmana i další pozoruhodní umělci – Ric Grech (alba Music in a Dolls House a Family Entertainment) odešel do Blind Faith a John Wetton (alba Fearless a Bandstand) účinkoval v King Crimson, Uriah Heep, Roxy Music, U.K a Asia.
Koncem 70. let začal Roger Chapman sólovou kariéru albem Chappo. V roce 1983 nahrál Mike Oldfield album Crises uvádějící píseň „Shadow on the Wall“ zpívanou Rogerem Chapmanem. Píseň se stala ohromným hitem Mike Oldfielda (společně s ještě populárnější písní „Moonlight Shadow“).

## Diskografie

### Family

#### Alba
- Music in a Doll's House (Reprise, 1968)
- Family Entertainment (Reprise, 1969)
- A Song For Me (Reprise, 1970)
- Anyway (Reprise, 1970)
- Fearless (Reprise, 1971)
- Bandstand (Reprise, 1972)
- It's Only a Movie (Raft, 1973)
- Peel Sessions (Strange Fruit, 1989)
- BBC Radio 1 In Concert (Windsong, 1991)
- Family Live (Mystic Records, 2003)
- BBC Volume 1: 1968-1969 (Hux, 2004)
- BBC Volume 2: 1970-1973 (Hux, 2004)

Všechna alba po Song For Me byla ve Spojených státech vydána firmou United Artists Records.

#### Singly
- Scene Through The Eye Of A Lens/Gypsy Woman (Liberty, 1967)
- Me My Friend/Hey Mr. Policeman (Reprise, 1968)
- Second Generation Woman/Hometown (Reprise, 1968)
- No Mules Fool/Friend Of Mine (Reprise, 1969)
- Today/Song For Lots (Reprise, 1970)
- Strange Band/The Weaver's Answer/Hung Up Down (Reprise, 1970)
- In My Own Time/Seasons (Reprise, 1971)
- Burlesque/The Rockin' R's (Reprise, 1972)
- My Friend The Sun/Glove (Reprise, 1973)
- Boom Bang/Sweet Desiree (Raft, 1973)

Singl In My Own Time byl přidán na U.S. verzi alba Anyway (United Artists, 1971).

#### Kompilace
- Old Songs, New Songs (Reprise, 1971)
- Best Of Family (Reprise, 1974)
- From The Archives (Teldec, 1980)
- Best Of Family (Castle Communications, 1990)
- A's & B's (Castle Communications, 1992)
- A Family Selection (Castle Communications, 2000)

### Streetwalkers

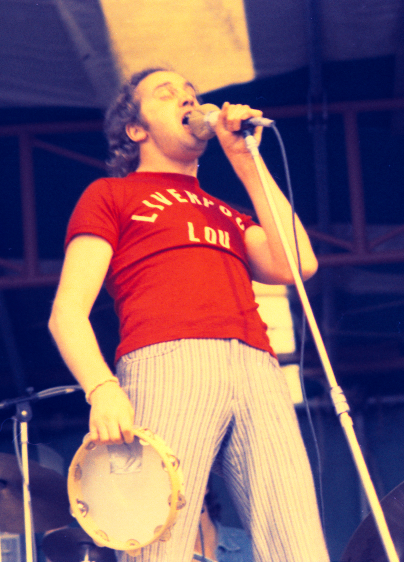
Roger Chapman, 1974

#### Alba
- Streetwalkers (1974, Reprise K 54017)
- DOWNTOWN FLYERS (1975, Mercury LP SRM-1-1060 (US), Vertigo 6360 123)
- RED CARD (1976, Mercury SMR-1-1083 (US), Vertigo 9102 010, Repertoire REP 4147-WP (CD))
- VICIOUS BUT FAIR (1977, Mercury LP SRM-1-1135 (US), Vertigo 9102 012)
- STREETWALKERS LIVE (1977, Vertigo 6641-703)
- BEST OF STREETWALKERS (1990, Vertigo CD, CA, LP 846-661)
- BBC RADIO ONE LIVE (1995, Windsong CD)

#### Singly
- Roxianna/Crack (1974, Reprise K 14357)
- Raingame/Miller (1975, Vertigo 6059 130)
- Daddy Rolling Stone/Hole In Your Pocket (1976, Vertigo 6059 144)
- Chilli Con Carne/But You're Beautiful 1977, Vertigo 6059 169)

### Solo

#### Alba
- Chappo (1979)
- Live In Hamburg (1979)
- Mail Order Magic (1980)
- Hyenas Only Laugh For Fun (1981)
- The Riffburglar Album (aka Funny Cider Sessions) (1982)
- He Was, She Was (Double, Live) (1982)
- Swag (as the Riffbuglars) (1983)
- Mango Crazy (1983)
- The Shadow Knows (1984)
- Zipper (1985)
- Techno Prisoners (1987)
- Live In Berlin (1989)
- Walking The Cat (1989)
- Strong Songs - The Best Of… (1990)
- Hybrid and Lowdown (1990)
- Kick It Back (UK compilation) (1990)
- Under No Obligation (1992)
- King Of The Shouters (1994)
- Kiss My Soul (1996)
- A Turn Unstoned? (1998)
- Anthology 1979-98 (1998)
- In My Own Time (Live) (1999)
- Rollin' & Tumblin' (2001)
- One More Time for Peace (2007)